# Australian Entomologist
Australian Entomologist (ISSN 1320-6133) — австралийский энтомологический журнал для публикации научных исследований в различных областях науки о насекомых Австралии, Новой Зеландии, Новой Гвинеи и островов Океании. Главный редактор: Грег Дэниелс.

## История
Журнал основан Максвеллом Мулдсом в 1972 году под названием The Australian Entomological Magazine. Одной из целей журнала была популяризация энтомологических исследований среди энтомологов-любителей. Мулдс являлся редактором журнала на протяжении 15 лет с момента его создания, однако в 1987 году он передал все права на журнал Энтомологическому обществу Квинсленда. В 1993 году журнал переименован в нынешнее название Australian Entomologist.